# نيزوس وإوريالوس
نيزوس وإوريالوس هما زوجان من الأصدقاء والعشاق خدما تحت قيادة إينياس في الإنيادة، ملحمة أغسطسية لفرجيل. توضح إغارتهم على العدو، الواردة في المجلد التاسع، تسللهما وبراعتهما كمحاربين، ولكنها تنتهي بمأساة: إذ تجذب الغنيمة التي يحصل عليها إوريالوس (خوذة رتولية لامعة) الانتباه لهما، ويموت الاثنان معًا. يقدم فيرجيل وفاتهما كخسارة للولاء والبسالة الرائعان. يظهران أيضًا في المجلد الخامس، أثناء ألعاب جنازة أنكيسيس، حيث ينوه فيرجيل إلى حبهما المقدس (amor pius)، وهو الحب الذي يُظهر الإخلاص (pietas) الذي يُعتبر فضيلة إينياس المميزة.
يعتمد فيرجيل على اتفاقيات شعر إيروتيكي (شهواني) لوصف روابط الإخلاص بين الرجلين، والتي أوحت للبعض بوجود علاقة رومانسية بينهما، وفسّرها العلماء في ضوء عرف بيدراستيا (حب الغلمان) اليوناني.

## خلفية
كان نيزوس وإوريالوس من اللاجئين الذين فروا في أعقاب حرب طروادة تحت قيادة إييناس، وهو الناجي الطروادي الأعلى رتبة. كان نيزوس ابن إرتاكوس، وكان معروفًا بممارسته الصيد. رعت العائلة الإلهة الصيادة التي سكنت جبل إيدا، أمضى إوريالوس، الذي كان أصغر سنًا، حياته بأكملها في حالة من الحرب والنزوح. تلقى تدريبه كمقاتل على يد والده المتمرس بالقتال، أوفيلتس، الذي يتحدث عنه بكل فخر. ويبدو أن أوفيلتس توفي في طروادة.
بعد تجولهم في أنحاء البحر الأبيض المتوسط، قُدّر للطرواديين أن يرسوا على شواطئ إيطاليا. استقر بعض أعضاء مجموعتهم، وخاصة الأمهات («matres»)، في صقلية قبل الحرب الإيطالية، لكن رفضت أم إوريالوس الانفصال عن ابنها وتابعت معهم.

## التوصيف
رغم أن نيزوس وإوريالوس لا ينفصلان كزوجين في السرد، يُعطى كل منهما توصيفًا متميزًا. نيزوس هو الأكبر سنًا والأكثر خبرة. وهو سريع ودقيق (acerrimus) في استخدام الأسلحة القاذفة والرمح (iaculum) والسهام.
كان إوريالوس ما يزال شابًا، بوجه طفل (puer) لم يبدأ في حلاقة ذقنه بعد، لكنه كان كبيرًا كفاية لحمل السلاح. كان أجمل (pulchrior) مقاتلي إينياس. حافظ إوريالوس على علاقة محبة مع والدته. رفض رؤيتها قبل أن يغادر في مهمته، لأنه لا يستطيع تحمل دموعها الحتمية، ولكن كان اهتمامه الأول من الوعود بالمكافآت الثمينة هو الاعتناء بها إذا فشل في العودة.